# Стефаник Юрій Васильович
Стефа́ник Юрій Васильович (псевдоніми і криптоніми — Юрій Клиновий, Юрій Гаморак, Т. Т., Ю. К. та інші. Ю. Гаморак, Ю. Клиновий) (24 липня 1909 — 1985) — український громадсько-політичний діяч і письменник, журналіст, редактор, літературний критик. Син видатного українського письменника Василя Стефаника.

## З біографії
Народився 24 липня 1909 р. у с. Стецева Снятинського повіту на Станіславщині у родині видатного письменника-новеліста В. Стефаника. Навчався у Снятинській і Станіславській гімназіях. Був заарештований, рік відбув у польській в'язниці.
Закінчив правничий факультет Львівського Університету (1935). У 1936–1937 рр. працював співредактором газети «Українські вісті» в Едмонтоні (Канада).
У 1938 р. повернувся в Галичину, працював науковим співробітником Інституту літератури АН УРСР, викладав українську мову у Львівському ветеринарному інституті.
Був співробітником журналу «Життя і Знання» і редактором місячника «Новітній Ремісник».
За радянської окупації Галичини Стефаник — науковий співробітник Інституту літератури ім. Т. Шевченка АН УРСР і викладач української мови у Львівському Ветеринарному Інституті.
Від вересня 1940 до травня 1941 був ув'язнений за приналежність до ОУН. Був членом Північної похідної групи ОУН.
За німецької окупації Стефаник — співредактор Українського Видавництва у Львові. З 1944 на еміграції в Німеччині, з 1948 в Канаді, де з 1971 очолював канадське об'єднання українських письменників «Слово» і є співредактором літературної збірки тієї ж назви.
Помер 1985 року в Едмонтоні (Канада), похований у рідному Русові на Покутті.

## Творчість
Автор:
- книги «Моїм синам, моїм приятелям» (1981),
- есею «Юрій Морачевський, його батьки, його приятель» («Сучасність», 1983),
- праць про Т. Шевченка, В. Стефаника, Л. Мартовича, А. Любченка, М. Понеділка.

Статті і розвідки про Василя Стефаника, Т. Шевченка, Л. Мартовича, літературно-критичні статті про Т. Осьмачку, Г. Косинку, А. Любченка і багатьох ін.
Окремі видання:
- Клиновий Ю. Великий мир Олени Теліги // Сучасність. — 1979. — № 10. — С. 43-55.
- Клиновий Ю. Моїм синам, моїм приятелям. Статті й есеї. — Едмонтон: Слово, 1981. — 616 с.
- Стефаник Ю. Дещо про життя і «зорепадну» творчість Миколи Понеділка // Сучасність. −1976. — Ч. 6 (186). — С. 33-37.
- Стефаник Ю. Трагедія і тріумф роду Стефаників // Сучасність. — 1971. — № 6.